# Jasidih
Jasidih is een notified area in het district Deoghar van de Indiase staat Jharkhand. 

## Demografie
Volgens de Indiase volkstelling van 2001 wonen er 14.129 mensen in Jasidih, waarvan 54% mannelijk en 46% vrouwelijk is. De plaats heeft een alfabetiseringsgraad van 65%. 